# Alina Levshin
Alina Levshin (Odessa, 10 de setembro de 1984) é uma atriz alemã-ucraniana. Ela se mudou com seus pais da União Soviética para a Alemanha quando tinha seis anos.  De 2006 a 2010, estudou atuação na Faculdade de Cinema e Televisão "Konrad Wolf" em Potsdam.
Levshin foi um dos principais membros do elenco da série de televisão Im Angesicht des Verbrechens de Dominik Graf, que recebeu coletivamente o Prêmio da Televisão Alemã em 2010. Ela estrelou o filme Kriegerin de 2011, pelo qual ganhou o Deutscher Filmpreis de Melhor Atriz Principal e o prêmio de melhor atriz na Mostra Internacional de Cinema de São Paulo.
Ela apareceu em Unsere Mütter, unsere Väter (lançado no Brasil como Filhos da Guerra), uma minissérie de TV de 2013 sobre a Segunda Guerra Mundial, bem como em Dunkelstadt, da ZDF.

## Filmografia
- 2009: Sechzehn
- 2009: Rosa Roth
- 2010: Im Angesicht des Verbrechens
- 2010: Topper gibt nicht auf
- 2010: Krankheit der Jugend
- 2010: Ein Fall für zwei
- 2011: Kriegerin
- 2011: Davon willst Du nichts wissen
- 2011: Schreie der Vergessenen
- 2011: SOKO Leipzig
- 2012–2013: Stolberg
- 2013: Schlussmacher
- 2013: Unsere Mütter, unsere Väter
- 2013: Alaska Johansson
- 2013: Tatort: Kalter Engel
- 2014: Der Mann ohne Schatten
- 2014: Nachtschicht
- 2014: Lügen und andere Wahrheiten
- 2014: Tatort: Der Maulwurf
- 2015: Schuld nach Ferdinand von Schirach
- 2015: Die Ungehorsame
- 2015: Letzte Spur Berlin
- 2015: Meister des Todes
- 2015: Das Dorf der Mörder
- 2015: Das Kloster bleibt im Dorf
- 2015: Crossing Lines
- 2016: Die Dasslers – Pioniere, Brüder und Rivalen
- 2018: SOKO Köln
- 2018: Unterwerfung
- 2018: Stralsund
- 2018: Der Prag-Krimi
- 2018: Großstadtrevier
- 2019: SOKO Leipzig
- 2019: Die Spezialisten – Im Namen der Opfer
- 2020: Dunkelstadt
- 2020: Die Kanzlei
- 2020: Ein Sommer an der Moldau
- 2021: Der Palast
- 2022: Süßer Rausch
- 2022: Theresa Wolff – Waidwund
- 2023: Wolfswinkel
- 2023: Blutholz
- 2023: Paradise
- 2023: Das Quartett: Tödliche Lieferung
- 2024: Am Abgrund